# パセオドライビングカレッジ
パセオ・ドライビングカレッジは、宮城県石巻市にある、株式会社河南安全自動車学校が運営する宮城県公安委員会指定自動車教習所である。
旧桃生郡河南町に位置し、河南安全自動車学校から改称した。
また、宮城ドローンスクールとして、ドローンの教習も行っている。

## 取得できる免許・使用車種
いずれも第一種免許である
- 大型自動車
  - 日野・プロフィア、三菱ふそう・スーパーグレート
- 中型自動車
  - いすゞ・フォワード
- 準中型自動車
  - 日野・デュトロ
- 普通自動車
  - トヨタ・カローラアクシオ、トヨタ・プリウス、トヨタ・コンフォート
- 大型特殊自動車
  - コマツ・WA100
- けん引自動車
- 大型自動二輪車
  - ホンダ・NC750、ホンダ・CB750、スズキ・スカイウェイブ650
- 普通自動二輪車
  - ホンダ・CB400スーパーフォア、ヤマハ・SR125（小型限定）、スズキ・スカイウェイブ400

## 講習
- 高齢者講習
- 初心運転者講習
- 取消処分者講習
- 適性診断
- 運転免許取得者教育
- ブラッシュアップ講習

## 宮城ドローンスクール
JUIDA認定のドローンスクールを運営。

## その他
- 北は南三陸町、東は女川町、西は涌谷・南郷、南は東松島市までスクールバスが出ている。
- 郵便切手類、および宮城県収入証紙の売りさばき所である。
- 2024年7月12日に同市の石巻赤十字病院と「訓練時等における教習コースの提供に関する覚書」を締結した。

## 交通
- 石巻線（JR東日本）曽波神駅より徒歩2分
- 三陸沿岸道路石巻女川インターチェンジより車で約5分